# Sadyr Japarov
Sadyr Nurgozhoevich Japarov (quirguiz: Садыр Нургопоевич Папаров; 6 de dezembro de 1968) é um político quirguiz e atual presidente do Quirguistão desde 28 de janeiro de 2021. Ele já havia servido como primeiro-ministro do Quirguistão após a renúncia de Sooronbay Jeenbekov em 15 de outubro de 2020 em meio a protestos eleitorais. Japarov também se tornou presidente interino do Quirguistão após a renúncia de Jeenbekov, mas renunciou em 14 de novembro de 2020. Em 10 de janeiro de 2021, Japarov foi eleito presidente.

## Início de vida e educação
Japarov nasceu em Keng-Suu, uma vila no distrito de Tüp, na Quirguízia Soviética. Depois de terminar seu ensino médio em 1986, ele entrou para a Academia Nacional de Cultura Física e Esporte do Quirguistão. Em 1987, Japarov foi recrutado para o Exército Vermelho, onde serviu por dois anos em Novosibirsk como comandante em uma divisão de telecomunicações. Depois de retornar em 1989 com o posto de Sargento Júnior, Japarov continuou sua formação na academia até 1991. Em 2006, Japarov formou-se na Universidade Eslava Quirguiz-Russa em Bisqueque com um diploma em direito.

## Início da carreira política
Japarov começou sua carreira política após a Revolução das Tulipas em 2005. Em março de 2005, ele foi eleito como membro do Conselho Supremo pelo distrito eleitoral de Tüp, onde chefiou a facção parlamentar Kelechek. Ele era um apoiador do Presidente Kurmanbek Bakiyev. Em 2006, Japarov foi membro da Comissão de Prêmios do Estado. Em 2007, foi vice-presidente da Comissão de Anistia.
Nas eleições parlamentares de 2007, ele participou das listas do partido pró-presidencial Ak Jol, que conquistou a maioria dos assentos no parlamento, mas passou a trabalhar como conselheiro do presidente. De 2008 a 2010, Japarov trabalhou como representante autorizado da Agência Nacional de Prevenção à Corrupção.
Em 2010, o presidente Bakiyev foi derrubado na Revolução de 2010. Como resultado de confrontos interétnicos que ocorreram em Osh e Jalal-Abad, Japarov e seus associados tomaram uma parte ativa, que de acordo com suas próprias declarações, eles tentaram evitar confrontos. No entanto, eles foram acusados por oponentes em apoiar os nacionalistas quirguiz.
Nas eleições de outubro de 2010, ele foi reeleito como membro do Conselho Supremo na lista partidária de Ata-Zhurt, liderada por Kamchybek Tashiev, que conquistou a maioria dos assentos. A partir daí, tornou-se presidente da Comissão de Questões Judiciais e Jurídicas.

## Exílio e prisão
Durante um dos comícios para a nacionalização da Mina de Ouro Kumtor, no outono de 2012, os manifestantes tentaram assumir a Casa Branca em Bisqueque. Tashiev e Japarov foram acusados pelo artigo 295 do Código Penal da República Quirguiz de "apreensão forçada de poder ou retenção forçada do poder". Em março de 2013, o Tribunal Distrital de Pervomaisky de Bisqueque os considerou culpados e os condenou a um ano e seis meses de prisão. Mas em junho de 2013, o Tribunal da Cidade de Bisqueque absolveu os políticos e os libertou no tribunal.
Em 27 de junho de 2013, durante os protestos contra Kumtor em Karakol, os manifestantes tentaram sequestrar o akim da região Emilbek Kaptagaev e levá-lo de refém. As autoridades quirguiz acusaram Japarov e Kubanychbek Kadyrov de organizar o plano. Os líderes do protesto foram detidos, mas Japarov, que negou seu envolvimento, fugiu do Quirguistão, e viveu por algum tempo no Chipre.
Em 2017, Japarov tentou retornar ao Quirguistão. Em 25 de março de 2017, ele foi detido na fronteira quirguiz-cazaque. No caso de supostamente tentar sequestrar Emilbek Kaptagaev, ele foi condenado a 11 anos e 6 meses de prisão. Enquanto estava na prisão, Japarov fundou o partido político Mekenchil com Kamchybek Tashiyev. Entre 2018 e 2019, o partido e seus apoiadores cresceram e organizaram protestos contra a prisão de Japarov.

## Liderança interina do Quirguistão
Em 5 de outubro de 2020, começaram os protestos e manifestações contra os resultados das eleições parlamentares em todo o Quirguistão.
Após a libertação de Japarov de um prédio do governo apreendido em 6 de outubro, ele foi levado para a Praça Ala-Too, em Bisqueque, onde ele procurou nomeação para se tornar primeiro-ministro. Os membros do parlamento hospedados no Hotel Dostuk aprovaram sua nomeação naquela noite, no entanto, com a nomeação da oposição, Tilek Toktogaziev, declarando-se, em vez disso, o chefe de governo legítimo. Toktogaziev afirmou que a eleição era ilegal, alegando que os membros foram pressionados pelos partidários de Japarov que se reuniram perto do hotel. Os opositores de Japarov também destacaram a ausência de quórum (limite mínimo de comparecimento) e uma violação do procedimento parlamentar.
Em 13 de outubro, o então presidente Sooronbay Jeenbekov rejeitou a nomeação de Japarov como primeiro-ministro devido à votação por procuração. Jeenbekov solicitou que o parlamento se reunisse novamente e votasse novamente pela nomeação; isso aconteceu no dia seguinte, com Japarov novamente ganhando a indicação parlamentar. Japarov foi aprovado com sucesso como primeiro-ministro por Jeenbekov, no entanto, inicialmente não teve sucesso em convencer o presidente a renunciar até que uma nova eleição geral pudesse ser realizada.
No dia seguinte, em 15 de outubro, Jeenbekov renunciou à presidência, levando Japarov a se declarar presidente interino. Apesar da Constituição do Quirguistão afirmar que o presidente do Conselho Supremo deveria suceder o papel, Kanatbek Isaev recusou-se a assumir o cargo, resultando em Japarov se tornando o presidente interino. Ele foi confirmado como presidente do Quirguistão pelo parlamento em 16 de outubro de 2020.

## Presidente do Quirguistão (2021-presente)
Em 10 de janeiro de 2021, Japarov foi eleito presidente do Quirguistão, obtendo cerca de 80% dos votos.
Ele foi empossado em 28 de janeiro no Salão Filarmônico em Bisqueque. A cerimônia contou com a presença dos ex-presidentes Sooronbay Jeenbekov e Roza Otunbayeva, além de candidatos presidenciais das eleições de 2021. Entre os participantes estrangeiros estava o secretário-geral do OTSC, Stanislav Zas, e o representante da UE na Ásia Central, Peter Burian. O presidente da Turquia, Recep Tayyip Erdogan, e o ex-presidente do Cazaquistão, Nursultan Nazarbayev, estavam entre os convidados, mas não compareceram.

## Vida pessoal
Japarov é casado com Aigul Japarova (nascida Asanbaeva), que é cinco anos mais nova. Ela nasceu na aldeia vizinha de Japarov, no distrito de Tüp. Durante sua presidência interina, ela se ofereceu para ajudar voluntários na luta contra a pandemia de COVID-19. Ele também é pai de quatro filhos, com seu filho mais velho Dastan tendo morrido em 26 de agosto de 2019 em um acidente. Seu pai e sua mãe morreram em setembro de 2017 e março de 2019, respectivamente, durante sua acusação e prisão. Em ambos os casos, Japarov não foi liberado pelo Serviço Penitenciário Estadual para comparecer ao funeral de seus pais. Sabe-se que um de seus irmãos possui uma das minas de carvão no norte do país